# Feldhandball-Weltmeisterschaft der Frauen
Die Feldhandball-Weltmeisterschaft der Frauen war ein Feldhandballturnier für Nationalmannschaften der Frauen, das in den Jahren 1949, 1956 und 1960 dreimal von der Internationalen Handballföderation (IHF) organisiert wurde.

## Die Turniere im Überblick
| Jahr | Austragungsland | Weltmeister | Ergebnis     | Vize-Weltmeister | Dritter          |
| ---- | --------------- | ----------- | ------------ | ---------------- | ---------------- |
| 1949 | Ungarn          | Ungarn      | Finalrunde a | Österreich       | Tschechoslowakei |
| 1956 | BR Deutschland  | Rumänien    | 6:5          | BR Deutschland   | Ungarn           |
| 1960 | Niederlande     | Rumänien    | 10:2         | Österreich       | Deutschland      |

## Medaillenspiegel
| Rang | Land                               | Goldmedaillen | Silbermedaillen | Bronzemedaillen | Gesamt |
| ---- | ---------------------------------- | ------------- | --------------- | --------------- | ------ |
| 1    | Rumänien                           | 2             | –               | –               | 2      |
| 2    | Ungarn                             | 1             | –               | 1               | 2      |
| 3    | Österreich                         | –             | 2               | –               | 2      |
| 4    | Deutschland (davon BR Deutschland) | - (-)         | 1 (1)           | 1 (-)           | 2 (1)  |
| 5    | Tschechoslowakei                   | –             | –               | 1               | 1      |

## Ewige Tabelle
| Rang | Mannschaft                               | Teilnahmen | Spiele | S | U | N | Torverhältnis | Punkte |
| ---- | ---------------------------------------- | ---------- | ------ | - | - | - | ------------- | ------ |
| 1.   | Rumänien                                 | 2          | 6      | 6 | 0 | 0 | 36:13         | 12:0   |
| 2.   | Ungarn                                   | 2          | 6      | 5 | 1 | 0 | 35:20         | 11:01  |
| 3.   | BR Deutschland (1956) Deutschland (1960) | 2          | 6      | 4 | 1 | 1 | 30:20         | 09:03  |
| 4.   | Österreich                               | 3          | 9      | 2 | 2 | 5 | 32:45         | 06:12  |
| 5.   | Dänemark                                 | 1          | 3      | 1 | 1 | 1 | 11:13         | 03:03  |
| 6.   | Jugoslawien                              | 1          | 3      | 1 | 0 | 2 | 16:13         | 02:04  |
| 7.   | Niederlande                              | 1          | 3      | 1 | 0 | 2 | 09:11         | 02:04  |
| 8.   | Tschechoslowakei                         | 1          | 3      | 1 | 0 | 2 | 07:09         | 02:04  |
| 9.   | Frankreich                               | 2          | 6      | 0 | 1 | 5 | 15:38         | 01:11  |
| 10.  | Polen                                    | 1          | 3      | 0 | 0 | 3 | 09:18         | 00:06  |